# Deichmann SE
Deichmann SE, prije Heinrich Deichmann-Schuhe GmbH & Co. KG, njemačka je tvrtka koja se bavi prodajom obuće i sportskih artikala. Osnovao ju je njemački poduzetnik Heinz-Horst Deichmann 1913. godine, a njeno sjedište nalazi se u gradu Essenu, u pokrajini Sjeverna Rajna-Vestfalija. Njemački list Handelsblatt 2017. godine nazvao je Deichmann najvećim trgovcem obućom u Europi. Tvrtka je prisutna u 26 država i upravlja s oko 3800 trgovina, a u Hrvatskoj posluje od 2006. godine.

## Vanjske poveznice
- Službene stranice
- Službene stranice na hrvatskom jeziku
- Korporativne stranice
- Korporativne stranice na hrvatskom jeziku